# Saint-Hilaire (Puy-de-Dôme)
Pour les articles homonymes, voir Saint-Hilaire.
Saint-Hilaire est une commune française située dans le département du Puy-de-Dôme, en région Auvergne-Rhône-Alpes.

## Géographie

### Communes limitrophes
| Saint-Marcel-en-Marcillat (Allier) | Saint-Fargeol (Allier) |               |
| Château-sur-Cher                   | Saint-Hilaire          | Pionsat       |
| Saint-Maurice-près-Pionsat         | Bussières              | Saint-Maigner |

### Climat
Pour des articles plus généraux, voir Climat d'Auvergne-Rhône-Alpes et Climat du Puy-de-Dôme.
En 2010, le climat de la commune est de type climat océanique dégradé des plaines du Centre et du Nord, selon une étude du Centre national de la recherche scientifique s'appuyant sur une série de données couvrant la période 1971-2000. En 2020, Météo-France publie une typologie des climats de la France métropolitaine dans laquelle la commune est exposée à un climat de montagne ou de marges de montagne et est dans la région climatique Ouest et nord-ouest du Massif Central, caractérisée par une pluviométrie annuelle de 900 à 1 500 mm, maximale en automne et en hiver.
Pour la période 1971-2000, la température annuelle moyenne est de 9,3 °C, avec une amplitude thermique annuelle de 14,5 °C. Le cumul annuel moyen de précipitations est de 851 mm, avec 11,1 jours de précipitations en janvier et 7,5 jours en juillet. Pour la période 1991-2020, la température moyenne annuelle observée sur la station météorologique de Météo-France la plus proche, « Pionsat », sur la commune de Pionsat à 5 km à vol d'oiseau, est de 10,2 °C et le cumul annuel moyen de précipitations est de 917,2 mm,. Pour l'avenir, les paramètres climatiques de la commune estimés pour 2050 selon différents scénarios d'émission de gaz à effet de serre sont consultables sur un site dédié publié par Météo-France en novembre 2022.

## Urbanisme

### Typologie
Au 1er janvier 2024, Saint-Hilaire est catégorisée commune rurale à habitat très dispersé, selon la nouvelle grille communale de densité à sept niveaux définie par l'Insee en 2022.
Elle est située hors unité urbaine et hors attraction des villes,.

### Occupation des sols
L'occupation des sols de la commune, telle qu'elle ressort de la base de données européenne d’occupation biophysique des sols Corine Land Cover (CLC), est marquée par l'importance des territoires agricoles (79,3 % en 2018), une proportion identique à celle de 1990 (79,3 %). La répartition détaillée en 2018 est la suivante : prairies (44,8 %), zones agricoles hétérogènes (34,5 %), forêts (20,7 %). L'évolution de l’occupation des sols de la commune et de ses infrastructures peut être observée sur les différentes représentations cartographiques du territoire : la carte de Cassini (XVIIIe siècle), la carte d'état-major (1820-1866) et les cartes ou photos aériennes de l'IGN pour la période actuelle (1950 à aujourd'hui).

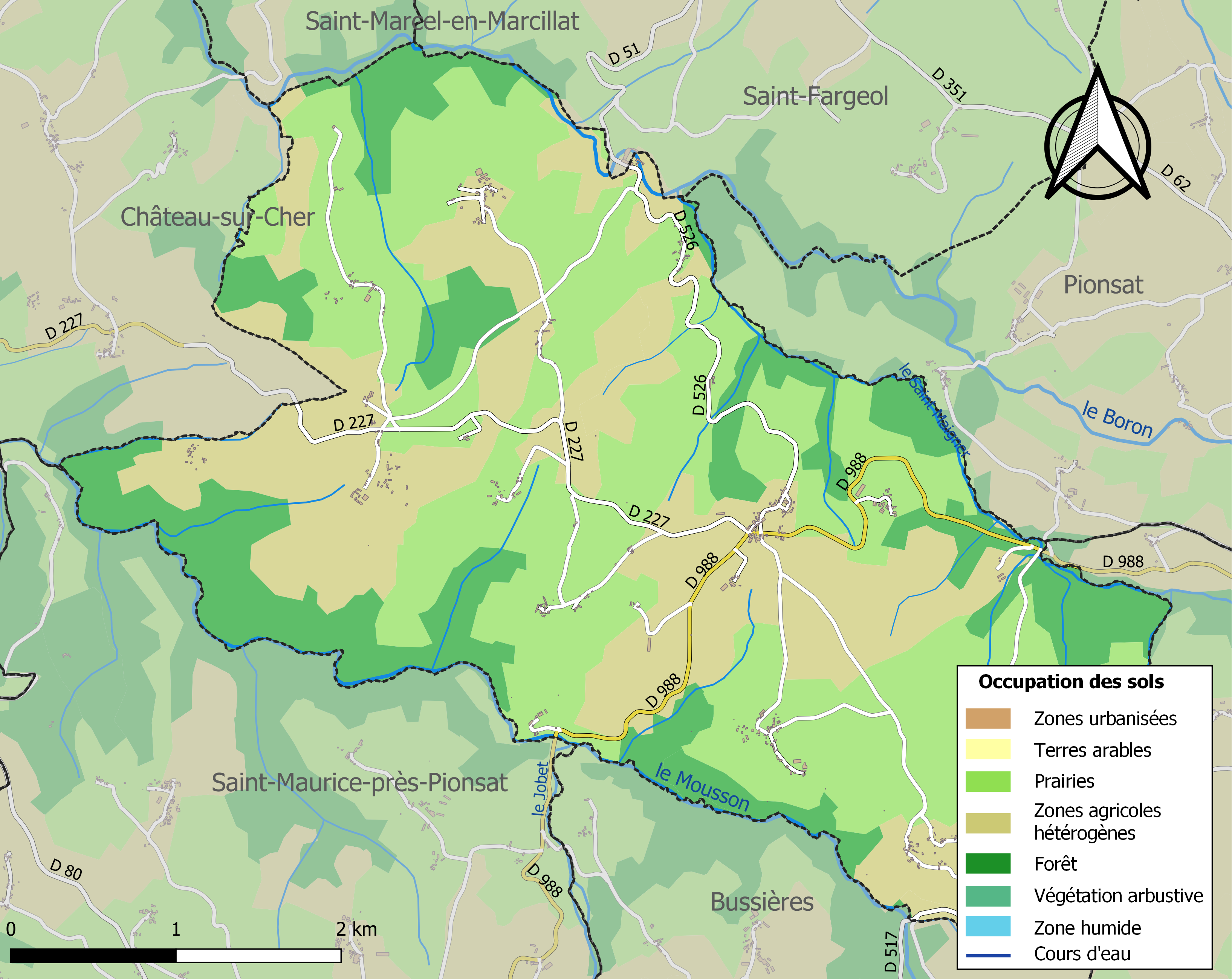
Carte des infrastructures et de l'occupation des sols de la commune en 2018 (CLC).

## Histoire
La commune de Saint-Hilaire tient son patronyme d’un évêque de Poitiers du IVe siècle. Cet évêque considéré comme le « père de l’église des Gaules » était enterré dans la crypte de la collégiale Saint-Hilaire-le-Grand de Poitiers. En 889 à la suite de la dévastation de Poitiers ses reliques furent transférées en l’église de Saint-Georges du Puy-en-Velay. Le chemin suivi par les moines pour transférer les ossements porte le nom d’itinéraire de la translation et l’on relève sur ce parcours les noms de Saint-Hilaire la Treille - Saint-Hilaire La Plaine -Saint-Hilaire de Pionsat - Saint-Hilaire La Croix et Saint-Hilaire d’Auzon.
Au XIe siècle Saint-Hilaire est rattaché à la châtellenie de Rochedagoux qui fait don de l’église de Saint-Hilaire à l’abbaye d’Ebreuil. Cette église est construite sur une butte (probablement une motte médiévale) d’où partent des souterrains… encore visibles aujourd’hui.
En 1789 la puissance de la seigneurie et de la maison de Rochedagoux est en déclin et seule la terre de Banéze reste en sa possession. Le reste de la commune est réparti entre le seigneur de Saint-Hilaire, les seigneurs de Pionsat et quelques fiefs indépendants. Le dernier représentant du clergé s’appelle Pierre Maurie et décédera en 1791 à l’âge de quatre-vingt-un ans.
Juste après la Révolution en 1790, Saint-Hilaire dénombre 743 habitants, le premier maire de la commune, Marien Guilhen, est élu.

## Politique et administration

### Découpage territorial
La commune de Saint-Hilaire est membre de la communauté de communes du Pays de Saint-Éloy, un établissement public de coopération intercommunale (EPCI) à fiscalité propre créé le 1er janvier 2017 dont le siège est à Saint-Éloy-les-Mines. Ce dernier est par ailleurs membre d'autres groupements intercommunaux. Jusqu'au 31 décembre 2016, elle faisait partie de la communauté de communes de Pionsat.
Sur le plan administratif, elle est rattachée à l'arrondissement de Riom, à la circonscription administrative de l'État du Puy-de-Dôme et à la région Auvergne-Rhône-Alpes. Elle faisait partie du canton de Pionsat jusqu'en mars 2015.
Sur le plan électoral, elle dépend du canton de Saint-Éloy-les-Mines pour l'élection des conseillers départementaux, depuis le redécoupage cantonal de 2014 entré en vigueur en 2015, et de la deuxième circonscription du Puy-de-Dôme pour les élections législatives, depuis le dernier découpage électoral de 2010 (sixième circonscription avant 2010).

### Élections municipales et communautaires

#### Élections de 2020
Le conseil municipal de Saint-Hilaire, commune de moins de 1 000 habitants, est élu au scrutin majoritaire plurinominal à deux tours avec candidatures isolées ou groupées et possibilité de panachage. Compte tenu de la population communale, le nombre de sièges à pourvoir lors des élections municipales de 2020 est de 11. Sur les douze candidats en lice, dix sont élus dès le premier tour, le 15 mars 2020, avec un taux de participation de 65,22 %. Le conseiller restant à élire est élu au second tour, qui se tient le 28 juin 2020 du fait de la pandémie de Covid-19, avec un taux de participation de 41,51 %.

#### Chronologie des maires
| Période                                  | Période                       | Identité      | Étiquette | Qualité              |
| ---------------------------------------- | ----------------------------- | ------------- | --------- | -------------------- |
| Les données manquantes sont à compléter. |                               |               |           |                      |
| mars 2008                                | juillet 2020                  | Viviane Ravet |           |                      |
| juillet 2020                             | En cours (au 15 octobre 2021) | Denis Astruc  |           | Agriculteur retraité |

## Population et société

### Démographie
L'évolution du nombre d'habitants est connue à travers les recensements de la population effectués dans la commune depuis 1793. Pour les communes de moins de 10 000 habitants, une enquête de recensement portant sur toute la population est réalisée tous les cinq ans, les populations de référence des années intermédiaires étant quant à elles estimées par interpolation ou extrapolation. Pour la commune, le premier recensement exhaustif entrant dans le cadre du nouveau dispositif a été réalisé en 2005.

En 2022, la commune comptait 146 habitants, en évolution de −9,88 % par rapport à 2016 (Puy-de-Dôme : +2,1 %, France hors Mayotte : +2,11 %).
| 1793 | 1800 | 1806 | 1821 | 1831 | 1836 | 1841 | 1846  | 1851  |
| ---- | ---- | ---- | ---- | ---- | ---- | ---- | ----- | ----- |
| 900  | 896  | 846  | 836  | 822  | 960  | 944  | 1 040 | 1 058 |

| 1856  | 1861 | 1866  | 1872 | 1876 | 1881 | 1886 | 1891 | 1896 |
| ----- | ---- | ----- | ---- | ---- | ---- | ---- | ---- | ---- |
| 1 054 | 990  | 1 006 | 936  | 975  | 990  | 970  | 958  | 928  |

| 1901 | 1906 | 1911 | 1921 | 1926 | 1931 | 1936 | 1946 | 1954 |
| ---- | ---- | ---- | ---- | ---- | ---- | ---- | ---- | ---- |
| 918  | 937  | 891  | 663  | 655  | 636  | 583  | 505  | 424  |

| 1962 | 1968 | 1975 | 1982 | 1990 | 1999 | 2005 | 2006 | 2010 |
| ---- | ---- | ---- | ---- | ---- | ---- | ---- | ---- | ---- |
| 403  | 374  | 313  | 272  | 211  | 185  | 196  | 198  | 194  |

| 2015 | 2020 | 2022 | - | - | - | - | - | - |
| ---- | ---- | ---- | - | - | - | - | - | - |
| 165  | 150  | 146  | - | - | - | - | - | - |

## Culture locale et patrimoine

### Lieux et monuments
- Église Saint-Loup, édifice roman datant du XIIe siècle.
- Château jadis demeure du seigneur de Saint-Hilaire, édifice méconnu situé dans le bourg de la commune.

### Personnalités liées à la commune
- Gabriel Citerne (né le 20 août 1901 à Saint-Hilaire et mort le 27 juillet 1981 à Niort), homme politique.

## Héraldique
| Blason de Saint-Hilaire | Blason  | Tiercé en barre: au 1 d'azur à l'aigle essorante d'or, au 2 d'argent à une crosse de sable accolée d'un serpent contourné de gueules, posés en barre, au 3 de sinople à quatre épis de blé d'or à plomb rangés en barre, tigés et feuillés du même, le bout des tiges courbés vers dextre et réunis en pointe. |
| Blason de Saint-Hilaire | Détails | Créé par JF Binon. Blason sur l'application illiwap, 2023. |